# Giải vô địch bóng đá nữ CONCACAF 2022
Giải vô địch bóng đá nữ CONCACAF 2022 sẽ là phiên bản thứ 11 của Giải vô địch CONCACAF W, giải vô địch bóng đá nữ quốc tế 4 năm 1 lần do các đội tuyển nữ quốc gia cấp cao của các hiệp hội thành viên của CONCACAF, cơ quan quản lý khu vực của Bắc Mỹ, Trung Mỹ và Caribe tranh tài. 8 đội sẽ chơi trong giải đấu, dự kiến diễn ra từ ngày 4 đến ngày 18 tháng 7 năm 2022 tại México. Giải đấu sẽ đóng vai trò là vòng loại CONCACAF cho Giải vô địch bóng đá nữ thế giới 2023 ở Úc và New Zealand, cũng như giải bóng đá tại Thế vận hội Mùa hè 2024 ở Pháp. Hai đội đứng đầu mỗi bảng sẽ giành quyền tham dự World Cup, trong khi các đội đứng thứ ba của mỗi bảng sẽ tiến vào vòng play-off liên liên đoàn. Ngoài ra, đội chiến thắng sẽ đủ điều kiện tham dự Thế vận hội và Cúp bóng đá nữ vàng CONCACAF 2024, trong khi đội xếp thứ hai và thứ ba sẽ tiến tới trận play-off Olympic CONCACAF. Hoa Kỳ, đã bảo vệ danh hiệu thành công lần thứ ba liên tiếp, vượt Canada với tổng tỉ số 1–0.

## Vòng loại
Cuộc thi vòng loại sẽ được tổ chức vào tháng 2 và tháng 4 năm 2022. 30 đội sẽ được bốc thăm chia thành sáu nhóm năm người và sẽ thi đấu hai trận sân nhà và hai trận sân khách theo thể thức vòng tròn một lượt. 6 đội thắng trong nhóm sẽ tiến vào giải đấu cuối cùng.

### Các đội tuyển nữ đã vượt qua vòng loại
Các đội sau đây đã vượt qua vòng loại của giải đấu cuối cùng. Canada và Hoa Kỳ, hai đội CONCACAF có thứ hạng cao nhất trong Bảng xếp hạng FIFA nữ thế giới tháng 8 năm 2020, đủ điều kiện tự động.
| Đội                | Tư cách vượt qua vòng loại | Ngày vượt qua vòng loại   |
| ------------------ | -------------------------- | ------------------------- |
| Hoa Kỳ             | Tự động                    | ngày 10 tháng 12 năm 2020 |
| Canada             | Tự động                    | ngày 10 tháng 12 năm 2020 |
| México             | Nhất bảng A                | ngày 12 tháng 4 năm 2022  |
| Costa Rica         | Nhất bảng B                | ngày 12 tháng 4 năm 2022  |
| Jamaica            | Nhất bảng C                | ngày 12 tháng 4 năm 2022  |
| Panama             | Nhất bảng D                | ngày 12 tháng 4 năm 2022  |
| Haiti              | Nhất bảng E                | ngày 12 tháng 4 năm 2022  |
| Trinidad và Tobago | Nhất bảng F                | ngày 12 tháng 4 năm 2022  |

## Địa điểm
Vào ngày 14 tháng 2 năm 2022, CONCACAF thông báo giải đấu sẽ được tổ chức tại Mexico, với tất cả các trận đấu dự kiến được tổ chức tại khu vực Monterrey.
| GuadalupeSan Nicolás de los Garza |                  |                          |
| GuadalupeSan Nicolás de los Garza | Guadalupe        | San Nicolás de los Garza |
| --------------------------------- | ---------------- | ------------------------ |
| GuadalupeSan Nicolás de los Garza | Estadio BBVA     | Estadio Universitario    |
| GuadalupeSan Nicolás de los Garza | Sức chứa: 53,500 | Sức chứa: 41,615         |
| GuadalupeSan Nicolás de los Garza |                  |                          |

## Thể thức
8 đội sẽ thi đấu trong giải đấu được tổ chức từ ngày 4 đến ngày 18 tháng 7 năm 2022. Họ sẽ được bốc thăm chia thành hai nhóm bốn đội và sẽ thi đấu vòng tròn một lượt. Hai đội đứng đầu mỗi bảng sẽ lọt vào vòng đấu loại trực tiếp và vượt qua vòng loại FIFA World Cup nữ 2023 tại Úc và New Zealand. Hai đội đứng thứ ba từ vòng bảng sẽ tiến vào vòng play-off liên liên đoàn. Số lượng vị trí là sự mở rộng từ cuộc thi vòng loại World Cup nữ trước đó, chỉ được phân bổ 3,5 suất cho CONCACAF.
Vòng đấu loại trực tiếp sẽ diễn ra các trận bán kết, tranh hạng ba play-off và trận chung kết để xác định nhà vô địch. Đội vô địch giải đấu đủ điều kiện tham dự giải bóng đá tại Thế vận hội Mùa hè 2024 ở Pháp, trong khi các đội Á quân và hạng 3 sẽ tiến tới trận play-off Olympic CONCACAF.

### Các tiêu chí
Các đội được xếp hạng theo điểm (thắng 3 điểm, hòa 1 điểm, thua 0 điểm). Thứ hạng của các đội trong mỗi bảng được xác định như sau (quy định tại Điều 12.3):
1. Điểm có được trong tất cả các trận đấu vòng bảng;
2. hiệu số bàn thắng bại trong tất cả các trận đấu vòng bảng;
3. Số bàn thắng ghi được trong tất cả các trận đấu vòng bảng;

Nếu hai đội trở lên bằng nhau trên cơ sở ba tiêu chí trên thì thứ hạng của họ được xác định như sau:
1. Điểm có được trong các trận đấu vòng bảng giữa các đội liên quan;
2. Hiệu số bàn thắng thua trong các trận đấu vòng bảng giữa các đội liên quan;
3. Số bàn thắng ghi được trong các trận đấu vòng bảng giữa các đội liên quan;
4. Điểm kỷ luật trong tất cả các trận đấu vòng bảng:
  1. thẻ vàng: -1 điểm;
  2. thẻ đỏ gián tiếp (thẻ vàng thứ hai): -3 điểm;
  3. thẻ đỏ trực tiếp: -4 điểm;
  4. thẻ vàng sau đó thẻ đỏ trực tiếp: -5 điểm;
5. Bốc thăm của CONCACAF.

## Hạt giống
Lễ bốc thăm vòng bảng sẽ diễn ra vào ngày 19 tháng 4 năm 2022, 19:00 EDT (UTC-4), tại Miami, Florida, Hoa Kỳ. 8 đội sẽ được chia thành 4 nhóm, mỗi đội hai đội, dựa trên Bảng xếp hạng bóng đá nữ FIFA vào tháng 6 năm 2021. Quốc gia có thứ hạng cao nhất, Hoa Kỳ, sẽ tự động được xếp ở vị trí A1 của Bảng A, trong khi thứ hai Quốc gia xếp hạng cao nhất, Canada, sẽ được xếp ở vị trí B1 của bảng B. Các đội còn lại sẽ được bốc thăm vào bảng A và B theo thứ tự, giành vị trí tương ứng với tiền cược của họ.
| Hạt giống số 1                                    | Hạt giống số 2                  | Hạt giống số 3               | Hạt giống số 4                         |
| ------------------------------------------------- | ------------------------------- | ---------------------------- | -------------------------------------- |
| - Hoa Kỳ (1) (vị trí A1) - Canada (8) (vị trí B1) | - México (28) - Costa Rica (36) | - Jamaica (51) - Panama (60) | - Haiti (62) - Trinidad và Tobago (70) |

## Đội hình
Mỗi đội tuyển quốc gia phải gửi danh sách sơ bộ lên đến 60 cầu thủ, trong đó có 5 cầu thủ là thủ môn, ít nhất 30 ngày trước trận khai mạc của giải đấu. Chỉ sử dụng các cầu thủ từ danh sách này, mỗi đội phải gửi đội hình cuối cùng gồm 23 cầu thủ, 3 trong số đó phải là thủ môn, ít nhất mười ngày trước trận khai mạc của giải đấu. Nếu một cầu thủ bị chấn thương hoặc bị bệnh nặng đến mức không thể tham gia giải đấu trước trận đấu đầu tiên của đội họ hoặc sau khi hoàn thành vòng bảng, họ có thể được thay thế bằng một cầu thủ khác từ danh sách sơ bộ.

## Trọng tài
Vào ngày 21 tháng 6 năm 2022, Concacaf đã công bố danh sách những người tổ chức trận đấu cho giải đấu.
Trọng tài
- Marie-Soleil Beaudoin
- Myriam Marcotte
- Marianela Araya
- Astrid Gramajo
- Melissa Borjas
- Odette Hamilton
- Katia García
- Francia González
- Tatiana Guzmán
- Ekaterina Koroleva
- Tori Penso

Trợ lý trọng tài
- Chantal Boudreau
- Ivett Santiago
- Lidia Ayala
- Iris Vail
- Lourdes Noriega
- Shirley Perelló
- Jassett Kerr
- Stephanie-Dale Yee Sing
- Enedina Caudillo
- Mayte Chávez
- Karen Díaz
- Sandra Ramírez
- Mijensa Rensch
- Felisha Mariscal
- Brooke Mayo
- Kathryn Nesbitt

Trợ lý trọng tài video
- Chantal Boudreau
- Carol-Anne Chenard
- Marianela Araya
- Melissa Borjas
- Shirley Perelló
- Odette Hamilton
- Stephanie-Dale Yee Sing
- Enedina Caudillo
- Mayte Chávez
- Karen Díaz
- Francia González
- Sandra Ramírez
- Tatiana Guzmán
- Ekaterina Koroleva
- Felisha Mariscal
- Brooke Mayo
- Kathryn Nesbitt
- Tori Penso

## Vòng bảng
Hai đội đứng đầu mỗi bảng sẽ tham dự Giải vô địch bóng đá nữ thế giới 2023 tại Úc và New Zealand. Các đội đứng thứ ba trong mỗi bảng sẽ tiến vào vòng play-off liên liên đoàn.
Tất cả theo giờ địa phương, CDT (UTC−5).

### Bảng A
| VT | Đội        | ST | T | H | B | BT | BB | HS | Đ | Giành quyền tham dự                             |
| -- | ---------- | -- | - | - | - | -- | -- | -- | - | ----------------------------------------------- |
| 1  | Hoa Kỳ     | 3  | 3 | 0 | 0 | 9  | 0  | +9 | 9 | Vòng đấu loại trực tiếp và dự World Cup nữ 2023 |
| 2  | Jamaica    | 3  | 2 | 0 | 1 | 5  | 5  | 0  | 6 | Vòng đấu loại trực tiếp và dự World Cup nữ 2023 |
| 3  | Haiti      | 3  | 1 | 0 | 2 | 3  | 7  | −4 | 3 | Play-off liên lục địa                           |
| 4  | México (H) | 3  | 0 | 0 | 3 | 0  | 5  | −5 | 0 |                                                 |

| Hoa Kỳ                        | 3–0                                 | Haiti |
| ----------------------------- | ----------------------------------- | ----- |
| - Morgan 16', 23' - Purce 84' | Chi tiết (FIFA) Chi tiết (CONCACAF) |       |

| México | 0–1                                 | Jamaica   |
| ------ | ----------------------------------- | --------- |
|        | Chi tiết (FIFA) Chi tiết (CONCACAF) | - Shaw 8' |

| Jamaica | 0–5                                 | Hoa Kỳ                                                        |
| ------- | ----------------------------------- | ------------------------------------------------------------- |
|         | Chi tiết (FIFA) Chi tiết (CONCACAF) | - Smith 5', 8' - Lavelle 59' - Mewis 83' (ph.đ.) - Rodman 87' |

| Haiti                                             | 3–0                                 | México |
| ------------------------------------------------- | ----------------------------------- | ------ |
| - Borgella 14' (ph.đ.) - Mondésir 67' - Jeudy 78' | Chi tiết (FIFA) Chi tiết (CONCACAF) |        |

| Jamaica                                           | 4–0                                 | Haiti |
| ------------------------------------------------- | ----------------------------------- | ----- |
| - Carter 26' - Shaw 59', 70' (ph.đ.) - Spence 79' | Chi tiết (FIFA) Chi tiết (CONCACAF) |       |

| Hoa Kỳ      | 1–0                                 | México |
| ----------- | ----------------------------------- | ------ |
| - Mewis 90' | Chi tiết (FIFA) Chi tiết (CONCACAF) |        |

### Bảng B
| VT | Đội                | ST | T | H | B | BT | BB | HS  | Đ | Giành quyền tham dự                             |
| -- | ------------------ | -- | - | - | - | -- | -- | --- | - | ----------------------------------------------- |
| 1  | Canada             | 3  | 3 | 0 | 0 | 9  | 0  | +9  | 9 | Vòng đấu loại trực tiếp và dự World Cup nữ 2023 |
| 2  | Costa Rica         | 3  | 2 | 0 | 1 | 7  | 2  | +5  | 6 | Vòng đấu loại trực tiếp và dự World Cup nữ 2023 |
| 3  | Panama             | 3  | 1 | 0 | 2 | 1  | 4  | −3  | 3 | Play-off liên lục địa                           |
| 4  | Trinidad và Tobago | 3  | 0 | 0 | 3 | 0  | 11 | −11 | 0 |                                                 |

| Costa Rica                                                                     | 3–0                                 | Panama |
| ------------------------------------------------------------------------------ | ----------------------------------- | ------ |
| - Raquel Rodríguez 6' - María Paula Salas 24' - Katherine Alvarado 60' (ph.đ.) | Chi tiết (FIFA) Chi tiết (CONCACAF) |        |

| Canada                                                                      | 6–0                                 | Trinidad và Tobago |
| --------------------------------------------------------------------------- | ----------------------------------- | ------------------ |
| - Sinclair 27' - Grosso 67', 79' - Fleming 84' - Beckie 86' - Huitema 90+1' | Chi tiết (FIFA) Chi tiết (CONCACAF) |                    |

| Trinidad và Tobago | 0–4                                 | Costa Rica                                                 |
| ------------------ | ----------------------------------- | ---------------------------------------------------------- |
|                    | Chi tiết (FIFA) Chi tiết (CONCACAF) | - Granados 18', 44' - Hutchinson 33' (l.n.) - Alvarado 48' |

| Panama | 0–1                                 | Canada       |
| ------ | ----------------------------------- | ------------ |
|        | Chi tiết (FIFA) Chi tiết (CONCACAF) | - Grosso 64' |

| Canada                     | 2–0                                 | Costa Rica |
| -------------------------- | ----------------------------------- | ---------- |
| - Fleming 5' - Schmidt 69' | Chi tiết (FIFA) Chi tiết (CONCACAF) |            |

| Panama    | 1–0                                 | Trinidad và Tobago |
| --------- | ----------------------------------- | ------------------ |
| - Cox 43' | Chi tiết (FIFA) Chi tiết (CONCACAF) |                    |

## Vòng đấu loại trực tiếp

### Sơ đồ
|  | Bán kết                               | Bán kết |                        |   | Chung kết | Chung kết |
|  |                                       |         |                        |   |           |           |
|  | 14 tháng 7 – San Nicolás de los Garza |         |                        |   |           |           |
|  |                                       |         |                        |   |           |           |
|  | Hoa Kỳ                                | 3       |                        |   |           |           |
|  | Hoa Kỳ                                | 3       | 18 tháng 7 – Guadalupe |   |           |           |
|  | Costa Rica                            | 0       |                        |   |           |           |
|  | Costa Rica                            | 0       | Hoa Kỳ                 | 1 |           |           |
|  | 14 tháng 7 – San Nicolás de los Garza |         | Hoa Kỳ                 | 1 |           |           |
|  |                                       | Canada  | 0                      |   |           |           |
|  | Canada                                | Canada  | 0                      | 3 |           |           |
|  | Canada                                |         |                        | 3 |           |           |
|  | Jamaica                               | 0       |                        |   |           |           |
|  | Jamaica                               | 0       | Play-off tranh hạng ba |   |           |           |
|  |                                       |         |                        |   |           |           |
|  | 18 tháng 7 – Guadalupe                |         |                        |   |           |           |
|  |                                       |         |                        |   |           |           |
|  | Costa Rica                            | 0       |                        |   |           |           |
|  | Costa Rica                            | 0       |                        |   |           |           |
|  | Jamaica (s.h.p.)                      | 1       |                        |   |           |           |

### Bán kết
| Hoa Kỳ                                     | 3–0                                 | Costa Rica |
| ------------------------------------------ | ----------------------------------- | ---------- |
| - Sonnett 34' - Pugh 45+4' - Sanchez 90+5' | Chi tiết (FIFA) Chi tiết (CONCACAF) |            |

| Canada                                 | 3–0                                 | Jamaica |
| -------------------------------------- | ----------------------------------- | ------- |
| - Fleming 18' - Chapman 64' - Leon 76' | Chi tiết (FIFA) Chi tiết (CONCACAF) |         |

### Play-off tranh hạng ba
Đội giành vị trí thứ ba trong trận play-off sẽ tiến tới trận play-off Olympic CONCACAF.
| Costa Rica | 0–1 (s.h.p.)                        | Jamaica           |
| ---------- | ----------------------------------- | ----------------- |
|            | Chi tiết (FIFA) Chi tiết (CONCACAF) | - Van Zanten 102' |

### Chung kết
Đội thắng trong trận chung kết sẽ đủ điều kiện tham dự giải bóng đá tại Thế vận hội Mùa hè 2024 ở Pháp và Cúp vàng CONCACAF W 2024. Đội thua sẽ tiến tới trận play-off Olympic CONCACAF.
| Hoa Kỳ                  | 1–0                                 | Canada |
| ----------------------- | ----------------------------------- | ------ |
| Alex Morgan 78' (ph.đ.) | Chi tiết (FIFA) Chi tiết (CONCACAF) |        |

## Cầu thủ ghi bàn
Đã có 42 bàn thắng ghi được trong 16 trận đấu, trung bình 2.62 bàn thắng mỗi trận đấu.
3 bàn thắng
- Jessie Fleming
- Julia Grosso
- Khadija Shaw
- Alex Morgan

2 bàn thắng
- Katherine Alvarado
- Cristin Granados
- Kristie Mewis
- Sophia Smith

1 bàn thắng
- Janine Beckie
- Allysha Chapman
- Jordyn Huitema
- Adriana Leon
- Sophie Schmidt
- Christine Sinclair
- Raquel Rodríguez
- María Paula Salas
- Roselord Borgella
- Sherly Jeudy
- Nérilia Mondésir
- Trudi Carter
- Drew Spence
- Kalyssa Van Zanten
- Marta Cox
- Rose Lavelle
- Mallory Pugh
- Margaret Purce
- Trinity Rodman
- Ashley Sanchez
- Emily Sonnett

1 bàn phản lưới nhà
- Lauryn Hutchinson (trong trận gặp Costa Rica)

## Giải thưởng
| Phần thưởng               | Cầu thủ              |
| ------------------------- | -------------------- |
| Quả bóng vàng             | Alex Morgan          |
| Chiếc giày vàng           | Julia Grosso (3 bàn) |
| Găng tay vàng             | Kailen Sheridan      |
| Cầu thủ trẻ xuất sắc nhất | Melchie Dumornay     |
| Đội đoạt giải phong cách  | Canada               |

| Thủ môn         | Hậu vệ                                            | Tiền vệ                                                          | Tiền đạo                                    |
| --------------- | ------------------------------------------------- | ---------------------------------------------------------------- | ------------------------------------------- |
| Kailen Sheridan | - Vanessa Gilles - Naomi Girma - Becky Sauerbrunn | - Jessie Fleming - Melchie Dumornay - Drew Spence - Rose Lavelle | - Julia Grosso - Khadija Shaw - Alex Morgan |

## Tiếp thị

### Biểu trưng
Biểu trưng chính thức được công bố vào ngày 19 tháng 8 năm 2021.

### Bài hát chính thức
"Lions (Champions Mix)" của ca sĩ người Jamaica Skip Marley sẽ là bài hát chính thức của giải đấu.

## Những đội đủ điều kiện tham dự

### Giải vô địch bóng đá nữ thế giới 2023
4 đội bóng của CONCACAF giành quyền đến Giải vô địch bóng đá nữ thế giới 2023, 2 đội còn lại đi tiếp vào vòng play-off liên lục địa.
| Đội bóng   | Ngày vượt qua vòng loại | Thành tích tại các Giải vô địch bóng đá nữ thế giới lần trước từng tham dự1 |
| ---------- | ----------------------- | --------------------------------------------------------------------------- |
| Hoa Kỳ     | 7 tháng 7 năm 2022      | 8 (1991, 1995, 1999, 2003, 2007, 2011, 2015, 2019)                          |
| Costa Rica | 8 tháng 7 năm 2022      | 1 (2015)                                                                    |
| Canada     | 8 tháng 7 năm 2022      | 7 (1995, 1999, 2003, 2007, 2011, 2015, 2019)                                |
| Jamaica    | 11 tháng 7 năm 2022     | 1 (2019)                                                                    |

1 Các năm được in đậm là các năm mà đội đó lên ngôi vô địch. Chữ nghiêng là đội chủ nhà trong năm.

### Thế vận hội mùa hè 2024
Hai đội sau đây của CONCACAF sẽ giành quyền tham dự giải bóng đá nữ Thế vận hội Mùa hè 2024. Ngoài đội vô địch W Championship, đội thắng trong trận play-off Olympic CONCACAF giữa đội đứng thứ hai và thứ ba của Giải vô địch W cũng sẽ vượt qua vòng loại.
| Đội bóng | Ngày vượt qua vòng loại | Thành tích tại các thế vận hội mùa hè lần trước từng tham dự2 |
| -------- | ----------------------- | ------------------------------------------------------------- |
| Hoa Kỳ   | 18 tháng 7 năm 2022     | 7 (1996, 2000, 2004, 2008, 2012, 2016, 2020)                  |
| CXĐ      | tháng 9 năm 2023        |                                                               |

2 Các năm được in đậm là các năm mà đội đó lên ngôi vô địch. Chữ nghiêng là đội chủ nhà trong năm.

## Bản quyền phát sóng
- Canada – OneSoccer [16]
- México – ESPN, Star+ [16]
- Hoa Kỳ – CBS Sports, Paramount+ (English) [16]
- Hoa Kỳ – TUDN USA, Vix (Spanish) [16]
- Khu vực Mỹ Latin – ESPN, Star+ [16]
- Caribe – ESPN, Star+ [16]
- Các lãnh thổ khác - Ứng dụng Concacaf (tất cả đều có giới hạn về lãnh thổ). [16]